# Papirológia
A papirológia (papírtan) történeti segédtudomány, amely a könyvek, kéziratok anyagának, ezen kívül a vízjelek vizsgálatával foglalkozik.
A papír növényi rostnemez, növénysejtekből készült lap. A sejteket (rostokat) nedvszívó képességük csökkentése céljából gyantákkal vagy állati enyvekkel telítik. A növényi sejtek alapvetően cellulózból épülnek fel, ezért papírgyártásra elvben minden növény használható, de csak olyan növényekből célszerű előállítani, amelyekből a cellulóz olcsón kinyerhető. (Legalkalmasabb a len és a kenderrongy.)
Az írás akkor vált a kultúra széles körű fejlesztőjévé, amikor hordozója a papír lett. Később más vonatkozásban is növekvő jelentőségű lett, az ipar számos ágazatában felhasználják.

## A papír előállításának története
Az előállításának történetét két nagy korszakra bonthatjuk:
- Kézi papírkészítés korszaka
- Gépi papírkészítés korszaka

Ezeken belül az alábbi korszakokat különböztethetjük meg:

### Kínai papírkészítés (kelet-ázsiai időszak, 2-8. sz.)
Nyersanyag: eperfaháncs, bambuszrost, kínafű, egyéb rostnövények és hulladékok (kötél, rongy)
Rostosítás: kémiai hatással: áztatás, főzés; mechanikai hatással: zúzás (deszkán kalapáccsal, mozsárban)
Lapképzés: kádban, vízzel hígított pépből bambusz vagy textil merítőszitával, majd rakosás.
Sajtolás: deszkák között kősúlyokkal
Szárítás: levegőn vagy fűtött falon
Felületi kezelés: rizskeményítő bevonat és simítás
Színezés: felületi festés: sáfrány, berzsenyfa
A technikát Koreán keresztül megismerték a japánok is.

### Arab papírkészítés (8-13. sz.)
A kalifátusokhoz került kínai hadifoglyoktól tanulták el.
Nyersanyag: len és vászonhulladék, kender és pamut
Rostosítás: meszes vízben főzés vagy rohasztás, majd zúzás kőmozsárban
Lapképzés: kádban, vízzel hígított pépből nád merítőszitával merítenek, ezt követi a deszkára rakosás.
Szárítás: levegőn, falon
Felületi kezelés: búzakeményítő fürdőbe mártás, szárítás, sajtolás, simítás (üveggel vagy achátkővel), enyvezés búzakeményítővel, vagy tragantmézgával.
Színezés: felületi festéssel : cinóber, berzsenyfa, indigó, kobalt, sáfrány
Az arabok végezték el az alakszabványosítást, kialakították a kereskedelmi mértékeket (rizsma, ív stb.), és kezdték el Európába exportálni a papírt.

### Európai papírkészítés
Európába az arabok útján került a papír, Hispániába a mórokon keresztül, Itáliába Szicílián keresztül Egyiptomból.
Európában az írásbeliség elterjedése és a könyvnyomtatás feltalálása nagy mennyiségű papírt igényelt, és ez a papírgyártás iparszerű módszereit, illetve később a modern papíripar kifejlesztését eredményezte.
Az európai papírgyártás kialakulása végül is már az ipartörténet egyik fejezete. A különböző iparágak egymásból, illetve egymásra épülve alakultak ki. A vegyipar például a textiliparból, pontosabban a különböző textilkikészítési és textilfestési eljárásokból illetve annak anyagigényeiből alakult ki. Ebbe a folyamatba tulajdonképpen a papíripar is beleillik mind a rostok kémiai feltárása, mind a gépi berendezések és technológiai megoldások tekintetében.
Az iparszerű papírgyártás felé az első lépés a vízi erővel hajtott zúzómű, illetve papírmalom alkalmazása volt. Európában alkalmaztak először fémszitát (rézhuzal), és találták fel a vízjelet. A víztelenítést és a szárítást is iparszerű módszerrel, csavarsajtóval és nemezzel, valamint szárítópadlások kialakításával végezték. A felületkezeléshez pedig állati enyvet használtak. Kialakultak a különféle papírfajták, és a 16. században elkezdődött a papír civilizációs és műszaki célokra való felhasználása.
A papírmalom technológia a 13-18. században az alábbiak szerint épült fel:
1. Nyersanyag előkészítés – rongyválogatás, tisztítás (porolás mosás) vágás, mésztejes kezelés, vagy rohasztás. Ez feltételezte a segédanyag elkészítését is amelyek már vegyipari folyamatok; oltott mészből mésztejet készítettek, hamuzsírt főztek, állati csontokból enyvet főztek és enyvesvizet állítottak elő timsóval
2. Papírpép készítése – meszezett illetve rohasztott anyagot zúzdában vagy papírmalomban zúzták illetve őrölték, utána anyagszekrényekben 24 órás átfordításokkal 2-4 hétig állasztották (állni hagyták), majd újra zúzták vagy őrölték. Utóbbi folyamat végén anyagában színezték (kékfa, indigó), majd újra az anyagszekrénybe hordták.
3. Lapképzés (merítés, sajtolás, szárítás, felületkezelés) – merítőkádakból egy ívnyit kiemeltek, a lapot rázással víztelenítették, rostkuszálták, majd nemezre borították, és a kívánt papírminőség kialakításának megfelelő ideig sajtolták (kádsajtó, rakodósajtó), szárították. Az írópapírt enyves vízbe mártással enyvezték (a nyomópapírt nem enyvezték), és az ívek felületét még simítókővel dörzsölték vagy súlyokkal ütögették.

### Gépi papírgyártás
A papírgyártó gépet 1789–ben találták fel. A ma is használt papírgép egy folyamatos technológia, amely tulajdonképpen egy végtelenített papírszalagot állít elő. A gépsor kialakítása hosszabb ideig tartott, és átalakította az egész technológiát és idővel (19 század vége felé) szétválasztódott, illetve elkülönült a rongy és hulladékpapír illetve a facsiszolat és cellulóz gyártás. (Utóbbi később vegyipari alapanyaggá válik, ebből készül például a nitrolakk majd később a füstnélküli lőpor). Ezért jó ideig még párhuzamosan létezett a merítéses módszer is.
A modern papírgép a 19. század végére alakult ki, és lényegét tekintve a mai napig nem változott, de természetesen jelentősen korszerűsödött. A mennyiségi igények növekedésével a nyersanyagok sorába a rongy és papírhulladék mellett a fa és egyéb fás növények is bekerültek, és ezek alkalmazása újabb technológiai kihívás volt.

## Modern papírgyártás technológiája, a papírgép részei

### Féltermékgyártás
Rongyfélanyag: a tisztított, osztályozott aprított rongy hulladékot nyomás alatt mésztejjel majd lúggal főzik, majd mossák, foszlatják, tisztítják, fehérítik, állasztják.
Facsiszolat: hántolás, görcstelenítés, gőzölés, csiszolás, osztályozás, besűrítés
Cellulóz -félcellulóz gyártás: főzőüstökben nyomás alatti lúgos feltárás, majd mosás, osztályozás, besűrítés, szárítás, tekercselés

### A papírgép részei
- Szitaszakasz - a papírpép nemezelésére és víztelenítésére
- Présszakasz - a papírszalag további mechanikai víztelenítésére és sajtolására
- Szárítószakasz – a papír teljes kiszárítására
- Gépsimító – az érdes felület simítására
- Feltekercselő – a papírszalag feltekercselésére

## Forrás
- ↑ Bogdán: Bogdán István: Papirológia. In  Bertényi Iván (történész, 1939) (szerk): A történelem segédtudományai. Budapest: Osiris. 2001.   140–152. o. = A történettudomány segédkönyve I,  ISBN 963 389 505 7

## Kapcsolódó szócikk
- Papirusz